# Charles Joughin
Charles John Joughin, född 3 augusti 1878, död 9 december 1956, var ansvarig bagare ombord på RMS Titanic. Han överlevde skeppets förlisning, och blev känd för att ha överlevt länge i det iskalla vattnet, med hjälp av en av Titanics hopfällbara livbåtar, livbåt B.
Charles Joughin föddes i Patten Street, belägen vid Great Float, Birkenhead, Cheshire i England. Han gick till sjöss vid 11 års ålder och blev chefsbagare på flera av White Star Lines fartyg, däribland Olympic och dess systerfartyg RMS Titanic.
Efter Titanics förlisning återvände Joughin till England, och var där en av besättningsmedlemmarna som fick vittna vid det brittiska sjöförhöret. Ombord på Titanic var han chef för tretton bagare. Han berättade om hur han direkt vaknade vid kollisionen den 14 april, och sedan tillsammans med kollegorna började förse livbåtarna med bröd. Långt ifrån alla livbåtar hann dock förses med förnödenheter. Han hjälpte till vid ilastningen av livbåt tio, vilken leddes av överstyrman Henry Wilde. Joughin själv stannade kvar på fartyget.
När inte mer fanns att göra gick han ner i sin hytt och inmundigade alkohol. Han tog sig upp på däck igen och nu var alla livbåtar borta. Han började enligt egen utsago kasta däckstolar i havet till människor att flyta på. Han tog sig sedan till aktern. Fartyget lutade allt mer kraftigt och Joughin klättrade till utsidan av akterrelingen där han höll fast fram till att fartyget slutligen förliste. Han fick sedan simma i det iskalla havet i runt två timmar tills han nådde fram till livbåt B. En kökskollega, Isaac Maynard, kände igen honom och höll fast honom i handen tills en annan livbåt kom förbi och plockade upp honom.
År 1920 flyttade han till New Jersey, USA, där han tjänstgjorde på ett flertal amerikanska fartyg.
Han var en av personerna som berättade sin historia i Walter Lords bok A Night to Remember 1955. Han avled vid 78 års ålder i sviterna efter lunginflammation den 9 december 1956 i Paterson, New Jersey.